# Distretto di Ózd
Il distretto di Ózd (in ungherese Ózdi járás) è un distretto dell'Ungheria, situato nella provincia di Borsod-Abaúj-Zemplén.